# Riera de Marfà

La Riera de Marfà, respecte del terme de Castellcir

La Riera de Marfà és una riera del terme municipal de Castellcir, a la comarca del Moianès. Aquesta riera és tota dins de la Vall de Marfà.
Es forma al nord-est de la casa de Marfà, a la part central-oriental de la Vall de Marfà, per transformació de la Riera de Castellnou, en el moment que s'hi ajunta el torrent de la Fàbrega, a ponent de la casa de les Vinyes, al lloc on comença, cap a occident la part central de la Vall de Marfà. Des d'aquest lloc, la Riera de Marfà s'adreça cap a ponent, però fent nombrosos meandres. En primer lloc troba el Salt de la Tosca, al costat nord-oest del Molí de Brotons, en un tram que segueix la direcció nord-sud. Tot seguit fa una ampla giragonsa al voltant del paratge de la Tosca, on hi ha l'ermita de la Mare de Déu de la Tosca, deixa a la dreta el Molí de Marfà, i comença l'ample meandre on, formant una península, hi ha la casa de Marfà i l'església de Sant Pere de Marfà a l'esquerra de la riera. En aquest lloc deixa a la dreta els Camps de Marfà. La riera fa tota la volta a la casa i església de Marfà, des de l'est fins a l'oest, passant pel nord, i a ponent de Marfà troba la Font de Gust. Al cap de poc es transforma en la Golarda.